# Spodnje Mestinje
Spodnje Mestinje je naselje u slovenskoj Općini Šmarje pri Jelšahu. Spodnje Mestinje se nalazi u pokrajini Štajerskoj i statističkoj regiji Savinjskoj. 

## Stanovništvo
Prema popisu stanovništva iz 2002. godine naselje je imalo 51 stanovnika.